# Lehnberg (Frauensee)
Der Lehnberg (auch Lehn) ist ein 447,7 m ü. NHN hoher Berg im Frauenseer Forst im Wartburgkreis in Westthüringen, (Deutschland).
Der Lehnberg ist höchste Erhebung eines bewaldeten Höhenzuges und befindet sich zwischen den Orten Frauensee, Gospenroda und Marksuhl.
Zum Höhenzug gehören auch die bewaldeten Nebengipfel
- Luxenburg (⊙ 440 m ü. NHN)
- (namenlose Kuppe) (⊙ 407,7 m ü. NHN)
- Jostberge (⊙ 390,9 m ü. NHN)
- Hohlenberge (⊙ 350,6 m ü. NHN)

Das Naturschutzgebiet Dolienenhänge befindet sich nordwestlich der Ortslage und hat eine Gesamtfläche von 75,25 Hektar. Es wurde am 9. Dezember 1996 ausgewiesen.
Der aus Buntsandstein bestehende Berg ist stark gegliedert, die Nord- und Westseite mit Lehngräben, Bärengraben, Borngraben, das Lange Tal und andere Schluchten entwässern in das Suhltal.